# Pedro Téllez-Girón y Velasco
Pedro Téllez-Girón y Velasco Guzmán y Tovar (Osuna, 17 de diciembre de 1574-Barajas, 24 de septiembre de 1624) fue un noble, político y militar español, grande de España, III duque de Osuna, II marqués de Peñafiel, VII conde de Ureña y Señor de Olvera entre otros títulos, caballero del Toisón de Oro. Sirvió a Felipe III en los empleos de virrey y capitán general de los reinos de Sicilia (1610-1616) y de Nápoles (1616-1620).
Osuna reorganizó la marina española en el Mediterráneo con nuevas naves y estrategias, y desarrolló una política corsaria altamente efectiva y rentable contra turcos, berberiscos y venecianos. Sus capitanes produjeron éxitos militares como las batallas del cabo Celidonia, Ragusa y Constantinopla, además de un flujo constante de dinero para las arcas reales salido de sus botines de guerra y comercio. Los años de su mandato lograron la hegemonía española en el Mediterráneo central, hasta el punto de que su poder naval combinado llegaría a eclipsar al del propio sultán otomano.
Durante su carrera se enfrentó a las obstrucciones de la corte de Felipe III, que palió con grandes sobornos. Con la misma liberalidad fue pionero en la administración naval, asegurando un continuo desarrollo y la estabilidad de los salarios de la soldadesca y marinería, métodos que serían utilizados por la Marina Real británica. Sin embargo, sería acusado, probablemente con falsedad, de buscar alzarse contra la corona y de participar en la oscura Conjuración de Venecia, tras lo cual el Conde-Duque de Olivares y su camarilla lo destituyeron y mandaron a prisión, donde murió tras años a la espera de juicio. 
El célebre Francisco de Quevedo fue amigo, consejero y secretario del duque, y le dedicó varias obras, además de una extensa biografía suya que nunca llegó a imprimirse.

## Biografía

### Juventud
Fue bautizado en Osuna el 18 de enero de 1575. Sus padres fueron Juan Téllez-Girón de Guzmán, II duque de Osuna, y Ana María de Velasco y Tovar, hija de Íñigo Fernández de Velasco y Tovar, IV duque de Frías y condestable de Castilla y señora de grandes dotes; tantas que en la corte se comentaba: «Si doña Ana se trocara en don Juan y don Juan en doña Ana, se vería en la casa de Girón un caballero de gran valor y una dama de mucha piedad». Ambas cualidades fueron heredadas por el hijo.
Los datos acerca de la juventud del gran duque de Osuna están cuestionados, ya que no hay pruebas documentales que demuestren la certeza de todo lo dicho por Gregorio Leti en su biografía, publicada en Ámsterdam en 1699. En todo caso, y de acuerdo a Leti, cuando su abuelo,  Pedro Téllez-Girón y de la Cueva, primer duque de Osuna, fue nombrado virrey de Nápoles (1582-1586) se llevó allí a toda su familia, incluido a su nieto el futuro gran duque. Huérfano de madre, pasó sus primeros años bajo el cariño y cuidado de la segunda mujer de su abuelo y tocayo, doña Isabel de la Cueva y Castilla, que demostró ser para el joven Pedro una verdadera y amantísima madre.
Se le impuso un ayo, Andrea Savone, literato y humanista, que le enseñó latín a través de los «Diálogos» de Erasmo de Róterdam, así como historia y la geografía; al mismo tiempo que se ejercitaba con las armas, la equitación y otros ejercicios físicos, ya que su abuelo quería que Pedro fuese un perfecto caballero renacentista, ágil en las armas y las letras a la par. A este respecto, el I duque de Osuna encargó a Luis Barahona de Soto una obra, los «Diálogos de la Montería», dedicada a su nieto, «que no había de criarse solamente en letras, porque no se hiciera flojo y descuidado en su particular provecto... y a quien convenía emplearse en la caza, así, para ejercitar el cuerpo como para revelar el ánimo de los cuidados y tristezas». Incluso llegó a realizar un viaje por la Calabria en compañía de Fabritio Codisponti por recomendación de su abuelo. Esta instrucción laica se completaba con la religiosa, a veces gracias a los nuevos conventos de jesuitas y dominicos.
Al volver a España el joven, hablaba y leía a la perfección el latín y el italiano. Por deseo expreso de su abuelo fue enviado a la Universidad de Salamanca, por tener mayor prestigio que la de Osuna, a casa de Francisco Minga, para completar y sistematizar los conocimientos adquiridos, estudiando además Retórica, Filosofía y Leyes.
Decantado por el oficio de las armas, con 14 años de edad, en 1588, participó al decir de Leti en la expedición real contra los rebeldes aragoneses a las órdenes de Iñigo de Mendoza. Nuevamente, no hay pruebas documentales de ello. Según Leti, como el conflicto duró poco, pasó entonces al cuidado de Alfonso Magara, con el que el futuro III duque aprendió Historia, Geografía y Matemáticas, así como elementos de mecánica y arquitectura aplicados a las fortificaciones, ejercitándose además con las armas.
Gregorio Leti afirma que acompañó al II duque de Feria, que había sido nombrado embajador extraordinario de España en Francia para que los Estados Generales aceptaran a la infanta Isabel Clara Eugenia como su soberana, instalándose en París. Como la capital le resultó poco edificante, se dedicó a la lectura, formando allí el fondo de lo que llegaría a ser una gran biblioteca. La educación política se obtenía con la práctica, y Pedro Téllez-Girón pudo instruirse en las sutilezas y tortuosidades de la diplomacia presenciando una audiencia con el rey Enrique IV y los jefes de la Liga Católica así como el ir y venir de unos y otros en sus desavenencias. Tampoco hay constancia documental de ello.
En todo caso, el 7 de febrero de 1594 estaba en Sevilla, en las ceremonias de su boda con Catalina Enríquez de Ribera, hija de Fernando Enríquez de Ribera, II duque de Alcalá, uno de los más ricos y destacados nobles andaluces, y nieta por vía materna de Hernán Cortés.

### Servicio en Flandes

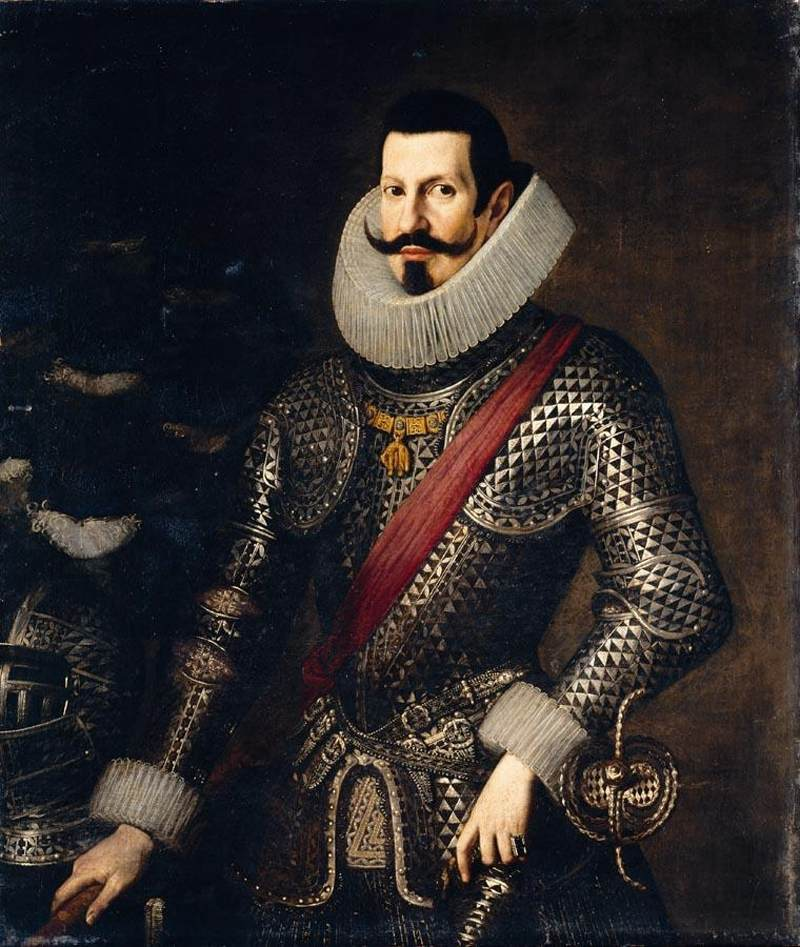
Pedro Téllez-Girón y Velasco, por Bartolomé González y Serrano (1607).

El ya marqués de Peñafiel, con los derechos y obligaciones que el disfrute de sus rentas comportaba, quiso conocer Portugal, viajando a su costa, pero con recomendación del rey; desde allí escribió a Fernando de Velasco una larga carta de impresiones y juicios, primer documento del duque que se conoce. De vuelta a la Corte, donde se hizo estimar del secretario Juan de Idiáquez, tal vez artífice de la designación para volver a Francia con la embajada que iba a concluir la Paz de Vervins. Murieron casi al mismo tiempo el rey Felipe II y  Juan Téllez Girón, heredando  Pedro la Grandeza de España y todos los títulos y estados patrimoniales de la Casa de Osuna, la segunda casa nobiliaria más rica de Castilla, tras los Medina Sidonia.
Fue tachado de libertino, por su fama de amoríos, cuchilladas, incidentes con la Justicia y escándalos que le llevaron al destierro de la Corte; alejado a Sevilla por nuevos escándalos, domiciliado en Osuna y preso en Arévalo en 1600. Nuevamente preso, se evadió con ayuda de su tío Juan Fernández de Velasco, condestable de Castilla, y marchó a combatir a los Países Bajos, abandonando en Isabel de la Cueva el cuidado de sus bienes.
Sin que le detuviesen en París el recibimiento y agasajo que le hizo Enrique IV, pasó a Flandes y fue recibido a mediados de octubre de 1602 con singular aprecio por el archiduque Alberto, y no menos de la infanta Isabel Clara Eugenia, causó no obstante confusión en la corte de Bruselas y en el Consejo de la guerra, por no saber qué destino ni cargo otorgarle a un joven inexperto, pero con categoría de grande de España. Sentó plaza de soldado con cuatro escudos de paga al mes, en la compañía del capitán Diego Rodríguez, del tercio del maestre de campo Simón Antúnez, hasta que se le encomendaron dos compañías de caballería.
Sirvió en los Estados Bajos seis años, siendo el primero en todas las ocasiones que se ofrecieron, derramando mucha sangre en todas ellas, y poniendo su persona en los mayores peligros como si fuese un soldado más. Como se afirmaba en la causa que le juzgó por su fuga, al retornar a España:

Sirvió sin diferencia de los demás soldados; gastó mucho dinero de su hacienda y fue tenido por padre, amparo y ejemplo de soldados y excelente capitán.

Embarcó en La Esclusa, en una división de ocho galeras y tres buques cargados de batimentos, para intentar llegar a Ostende, pero los holandeses estaban esperándolos y les causaron muchas pérdidas, la más dolorosa la de Federico Spínola, cuya vida fue segada por una bala de cañón. Osuna admiró a todos con su arrojo y serenidad, encareciéndolo tanto los testigos al general en jefe, Ambrosio de Spínola que este, aunque afligido por la pérdida de su hermano, transmitió la noticia al Archiduque y un gentilhombre de su casa vino expresamente a felicitar a Pedro por primera actuación en la mar. Se interesó por la guerra naval desde aquel mismo momento.
Marchó al poco tiempo al sitio de Grave, donde dio a la infantería de Mauricio de Nassau una carga con un arrojo calificado de temerario, en la que perdió treinta hombres y el caballo que montaba, recibiendo un tiro de mosquete en la pierna, que sin ser grave, lo tuvo en la cama un mes y después le hizo sufrir toda la vida.
Era tanto el aprecio conseguido entre la tropa, que en 1602 y 1603 los archiduques le encomendaron en varias ocasiones que se encargara de apaciguar los numerosos motines del ejército por el impago de las soldadas; lográndolo, en muchas ocasiones, poniendo su propio peculio. De nuevo en el asedio de Ostende, a las órdenes de Spínola, realizó un ataque a las trincheras enemigas, con tanta energía que llegado al punto cogió de su propia mano a dos flamencos. El propio archiduque Alberto le distinguió con la honra de trocar su espada real por la del voluntario español.
De descanso tras la campaña de 1604, se fue el duque de Osuna de viaje particular a Londres, para conocer la capital inglesa y sus sistemas navales. En su estancia allí coincidió con las grandes fiestas que se celebraban por la paz conseguida entre Felipe III de España y Jacobo I. Su tío, el condestable de Castilla, fue el emisario español en esta paz. Osuna fue recibido por el monarca inglés con muchas honras, y se vio muy satisfecho al poder hablar con el monarca en latín. Aprovechando la visita, examinó los sistemas de organización marítima inglesa.
Cuando el archiduque Alberto escribió La memoria de la campaña de 1605, comentando las operaciones llevadas a cabo por Spínola, decía del de Osuna:

Ya estoy en disposición de juzgar al Duque, aprovechando en sus lecciones, hasta cierto punto, pues tratándose de acometer, bien que su persona no fuera obligada a evitar por la responsabilidad del mando el peligro, excedía ordinariamente los límites de la prudencia y más que nunca lo hizo en la batalla de Broeck, entrando tan al centro del ejército enemigo, que estuvo un momento prisionero, habiéndole sujetado las riendas del caballo, y con todo se libró, pareciendo milagro que saliera ileso entre la lluvia de balas que le dispararon.

En 1606, en el asalto a la plaza de Groenlo, una bala de mosquete le arrancó el dedo pulgar de la mano derecha, quedando de momento imposibilitado. Aunque se recuperó muy pronto, se vio en la necesidad de aprender a manejar la mano izquierda con la soltura con que lo hacía con la derecha, y con su acostumbrado fervor, aprendió a manejar la pluma, la espada, la pistola y el tenedor, de modo que no echara en falta la mano mutilada.
Tratando de recuperar la misma plaza Mauricio de Nassau, le sorprendió de noche el de Osuna e introdujo un refuerzo de ochocientos hombres, con lo que los esfuerzos del conde se vinieron abajo, viéndose obligado a levantar el sitio.
Osuna se opuso por completo a la negociación con los rebeldes, en la que tenía el archiduque tanto empeño, por lo que este solicitó al rey que le sacasen al duque de sus estados, a lo que la Corona accedió de inmediato. Por sus méritos en combate y noble linaje le fue concedido e impuesto con gran ceremonia el Toisón de Oro. No sin pesar salió Osuna de Bruselas, y tan pronto como llegó a Madrid, después de una audiencia privada con el rey, este llamó al Consejo, que en su presencia se reunió, siendo oído el duque durante dos horas, sin olvidar materia alguna, dada su proverbial memoria. Impresionado el Consejo con las explicaciones del duque sobre la situación en que había quedado Flandes, Su Majestad Católica vino a nombrarle gentilhombre de cámara con plaza en el Consejo de Portugal, además de convertirse en su consejero personal sobre los negocios de Flandes y la tregua con las Provincias Unidas.
Con suma habilidad acordó el matrimonio de su hijo y heredero, Juan Téllez-Girón, marqués de Peñafiel, con Isabel de Sandoval, hija de Cristóbal de Sandoval, duque de Uceda, y nieta del propio valido del rey, Francisco de Sandoval y Rojas, del de Lerma, con lo cual se abría camino a los puestos más importantes del Estado. Por entonces reparó en la calidad intelectual del que sería su amigo y ayudante, Francisco Gómez de Quevedo.

### Virrey de Sicilia
En 1610, reunido el Consejo para designar virrey de Sicilia, el duque propuso su nombramiento, que fue acordado por el Consejo y el rey Felipe III en febrero de 1610, recibiendo Osuna con fecha 18 de septiembre el título de virrey de Sicilia. Cuando tomó posesión del nuevo cargo en Milazzo, el 9 de marzo de 1611, el reino de Sicilia se hallaba en la última miseria. Por falta de crédito la Caja de Palermo (el erario público) había tenido que declararse en bancarrota y cerrar sus puertas. La moneda se adulteraba sin recato y la inflación arruinaba al sufrido pueblo siciliano. En Mesina los ladrones asaltaban las tiendas y los comercios a plena luz del día, en medio de la indiferencia general, y era imposible viajar sin una escolta armada. La justicia era un juguete de los poderosos y las cárceles estaban repletas. La escuadra estaba desarmada, convertida en ludibrio de golfos, y sin más reputación que la de su cobardía.
Pero pronto el enérgico Osuna puso remedio a tamaños males, con general aplauso: restituyó el crédito de la hacienda pública, restableció el peso y la ley de las monedas, ajustó los impuestos a las verdaderas rentas de los contribuyentes, equilibró los presupuestos e hizo aumentar los ingresos. Los caminos fueron limpiados de salteadores y facinerosos, la autoridad y la libertad de los ministros de la justicia, restaurada, y las cárceles repletas quedaron yermas y vacías.
Una de sus principales preocupaciones fue reorganizar la marina, como mejor medio de defender la isla contra las incursiones de turcos y berberiscos. La situación era desesperada, ya que el virrey solo contaba con 9 galeras para la defensa de la isla, desprovistas de remeros y bastimentos. Había tanta escasez de tripulantes para las galeras como exceso de pícaros, pordioseros con taras simuladas, que infestaban las calles y las puertas de las iglesias. Pero el nuevo virrey de Sicilia ideó un sistema de reinserción que resolvió simultáneamente ambos problemas:

Convocó un concurso de saltos de altura, con premio de un doblón para los que superasen un listón y un escudo de oro para los que lograsen salvar otro más alto: fue un éxito de asistencia; cojos, ciegos, mancos, tullidos de toda especie se curaron instantáneamente para aspirar al premio: los que lo lograron, obtuvieron su doblón o su escudo... más diez años de condena a galeras por tramposos.

Bajo su mandato las galeras sicilianas alcanzaron un alto grado de eficacia y disciplina, siendo lustre de las armas españolas y envidia de todas las naciones. Con ellas se impuso al poderío naval de turcos y berberiscos. Su primera medida fue dar audiencia a un tal Osarto Justiniano, un griego con cierto poder en el Peloponeso, que obtuvo de inmediato suministros y soldados españoles para apoyar una revuelta contra el poder turco. Suministros y soldados que el duque pagó de su propio bolsillo. La campaña fue un éxito total: los turcos fueron expulsados, sus fortificaciones conquistadas y el duque personalmente enriquecido con el botín, galeras para reforzar su flota, y esclavos turcos para sus remos. Los soldados, partícipes del saqueo, cantaron las maravillas del nuevo virrey.
También logró autorización para armar en corso buques de su propiedad, que realizaron muchas presas; de sus botines el rey recibía una quinta parte y otra la Hacienda Real, sus hombres otro quinto y el resto era para él, que lo solía utilizar en construir más buques y mantener incluso de su pecunio particular los buques de la Corona. Fue el primero en demostrar que, con tácticas y esfuerzo, se podía ganar con las galeras a los buques redondos, cosa que realizó en dos ocasiones.
El reforzamiento de la flota siciliana llegó en el momento preciso, ya que berberiscos preparaban una gran armada para capturar la Flota de Indias. Osuna envió a sus galeras al puerto de Túnez. Lograron infiltrarse al amparo de la noche, y varios soldados en lanchas acribillaron a la flota berberisca con bombas incendiarias, llevándose un buque abarrotado de mercancías preciosas. Enfervorecidos por el éxito, repitieron su hazaña con el mismo éxito en La Goleta.

### Virrey de Nápoles

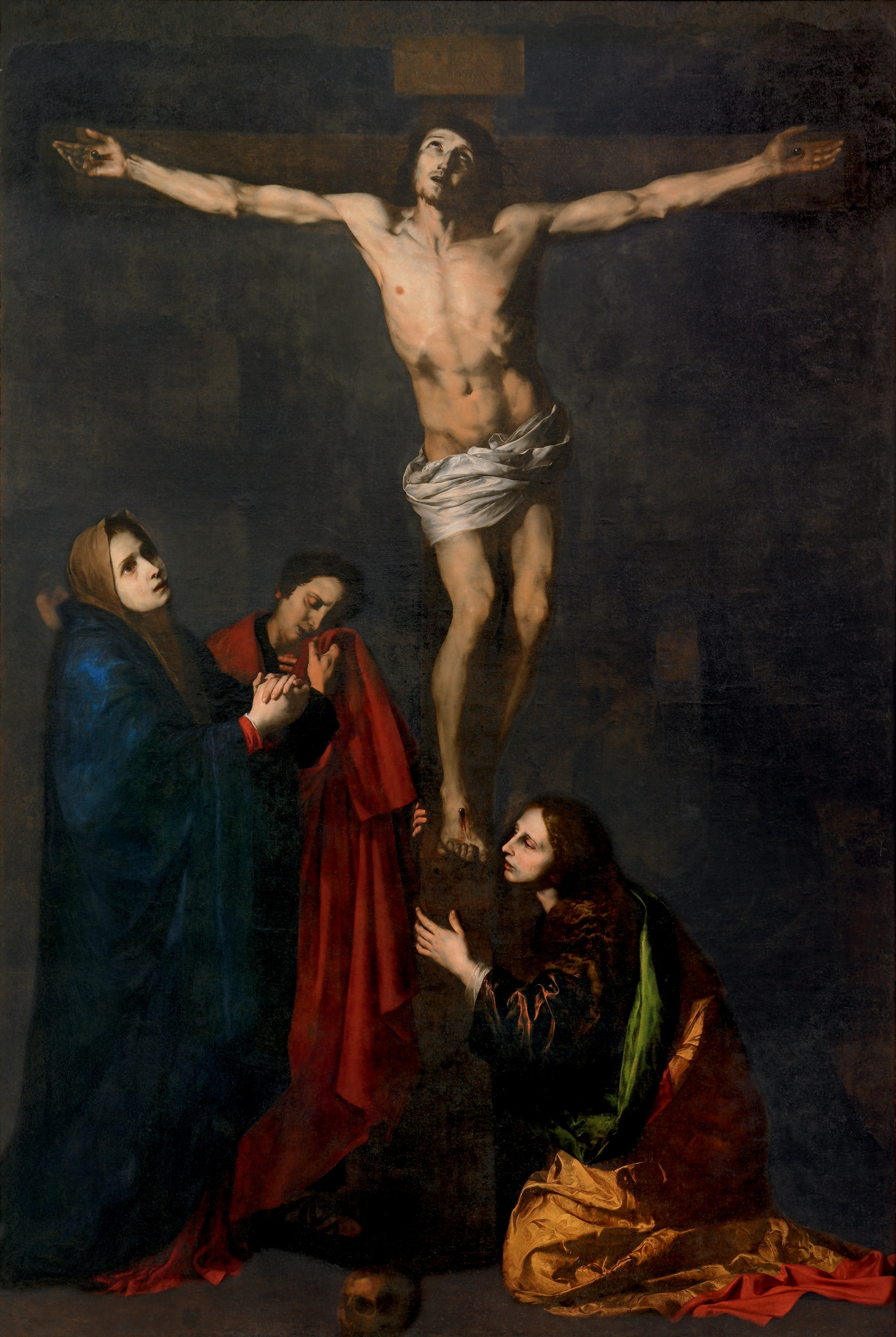
El Calvario o La expiración de Cristo es una pintura de José de Ribera de 1618, que le encargó Pedro Téllez-Girón durante su estancia en Nápoles. Actualmente se conserva en la Colegiata de Osuna.

En recompensa de tantos servicios, Osuna fue nombrado virrey de Nápoles, al cual se trasladó en junio de 1616, convirtiéndose en uno de los personajes más destacados de la Italia de la época.
Por aquel entonces, el gobierno interior del reino, y especialmente de la ciudad de Nápoles, era un completo desbarajuste. Sólo existía justicia si era comprada, el comercio no podía vivir, y peligraba la seguridad personal entre los continuos crímenes que tanto de día como de noche se efectuaban en las mismas calles y aun dentro de las casas, asaltadas por los bandoleros. A la voz de «¡Cierra! ¡Cierra!» la gente huía, los vecinos pacíficos y los mercaderes atrancaban las puertas de sus casas y sus almacenes, y los rufianes y la gente de mal vivir quedaban por únicos dueños de las calles de Nápoles.
Por otra parte, estaba el problema del cúmulo de soldados que atestaban la ciudad: 18 000, de tantas naciones diferentes, y por lo general violentos y mal pagados. A ello había que sumar la envidia y el afán de lucro de una parte de la nobleza, siempre dispuesta a ir contra los virreyes españoles, y finalmente la desmoralización y corrupción de una parte del clero napolitano. A todo ello se unía la guerra secreta que Francia hacía a los Habsburgo españoles y austriacos.
Osuna se aplicó con firmeza al fortalecimiento del ejército y de la marina, construyendo galeones y galeras y reclutando dotaciones, que por cierto escaseaban, ocurriendo una anécdota:

Paseando un día por la ciudad se dio cuenta de que había muchos tullidos, le parecieron demasiados con respecto al total de la población, le recordó Sicilia pero como ya estaban advertidos los de la ciudad, tuvo que inventarse otro modo: llegó al palacio y dio orden de que en una carreta con seis hombres, dos a las riendas y cuatro, uno para cada saco de monedas de oro de su hacienda, recorrieran la ciudad arrojándolas; ante la lluvia de oro, de pronto los tullidos dejaban de cojear, a los mancos les crecían los brazos y los que llevaban muletas las arrojaban para recoger las monedas, detrás del carro iba una compañía de infantería de los tercios y a todos ellos los detenía por tramposos y mentir, ya que al hacer visible un defecto físico inexistente incurrían en ello para evitar el ser reclutados, para la marina o el ejército, además de retirárseles las monedas que habían recogido.

Así consiguió las dotaciones precisas y con la práctica, y algún latigazo, se convirtieron en unas dotaciones instruidas y disciplinadas.
De sus experiencias pensó como mejor táctica el hacer flotas conjuntas de galeones y galeras, pues las galeras podían servir de elementos de ayuda a los galeones, ya que podían sacarlos de un combate o, cuando faltara el viento, ayudarles a formar la línea, convirtiéndose en auxiliares muy importantes, además de su velocidad y potencia de fuego, y como transportes de infantería. El nuevo virrey creó una importante escuadra, que resultó modélica, dado que, por la cédula real, podía escoger en todo el reino a sus capitanes y alféreces, predominando los vizcaínos y castellanos, entre los que destacaron el palermitano Octavio de Aragón, vencedor en el cabo Corvo y autor del Bombardeo de Constantinopla, y el toledano Francisco de Rivera, futuro almirante y vencedor de turcos y venecianos en batallas como la del cabo Celidonia o la de Ragusa. Se consiguió el dominio del Adriático y se llevó el hostigamiento hasta apoyar los levantamientos en tierras griegas. Le llamaban los turcos Deli-Bajá ('virrey temerario'), tanto era el daño que les causaba en las diversas correrías contra ellos dirigidas.
Francisco de Quevedo condensó sus triunfos en este soneto:

Diez galeras tomó, treinta bajeles,

ochenta bergantines, dos mahonas;

aprisionóle al turco dos coronas

y a los corsarios suyos más cueles.

Sacó del remo más de dos mil fieles,

y turcos puso al remo mil personas;

y tú, bella Parténope, aprisionas

la frente que agotaba los laureles.

Sus llamas vio en su puerto la Goleta;

Chicheri y la Calivia saqueados,

lloraron su bastón y su jineta.

Pálido vio el Danubio sus soldados,

y a la Mosa y al Rhin dio su trompeta

ley, y murió temido de los hados.

Impresionan los regalos que en sus dos gobiernos hizo el Virrey: solamente al duque de Uceda envió en dinero contante y sonante 200 000 ducados, además de un par de tiestos de plata esmaltados con ramos de naranjas y cidras, que pesaban ciento veinticinco libras, trescientos abanicos de ébano y marfil, caballos, jaeces, mazas, alfanjes y cuchillos damasquinados, así como piezas de joyería más ricas por el trabajo del orfebre que por el peso del oro, los rubíes, diamantes y esmeraldas. Tales eran las riquezas que el gran duque de Osuna obtenía del corso.
Fue famoso, además, por su procedimiento shakespeariano de administrar justicia. Halló el duque en la visita de cárceles un preso encerrado hacia veinticuatro años; le otorgó al punto la libertad, diciendo que tan largo padecer era bastante para purgar el mayor delito; a un sodomita lo mandó quemar; a un letrado que el sábado había dormido con una cortesana, dándola muerte aquella misma noche, le hizo cortar la cabeza el domingo por la mañana. Un fraile asesinó a cierto caballero en la iglesia, y un clérigo al gobernador de Isquia; hechas las ceremonias de costumbre, ambos fueron ajusticiados, no interponiéndose tiempo del delito al castigo. Fue perseguidor implacable de malhechores, y mortal enemigo de mentirosos; pero atropellaba las leyes cuando creía que entorpecían la acción de la justicia. Cuéntase que, en perjuicio de un hijo que había ocasionado algunos sinsabores á su padre, lograron los jesuitas que este los nombrase herederos a condición de dar al hijo lo que quisiesen. Ofreciéronle ocho mil escudos. El hijo acudió al virrey, que, enterado del caso, llamó á los herederos. Demandante y demandados expusieron su derecho, y entonces el duque decidió la querella dirigiendo a los jesuitas estas palabras:

No habeis entendido el testamento. Dice que deis al hijo lo que queráis vosotros. ¿Qué queréis? La herencia; pues eso os manda que deis el testador.

El pueblo adoraba a su virrey, aclamándole por donde pasaba, vitoreándole y proclamando que «no queremos otro señor que al Duque de Osuna». Llegó a tanto su entusiasmo, que poco tiempo después de su llegada cantaban los ciegos: «Ora que habemos este Duque de Osuna, no se vende la Justicia por dinero».
Sin embargo, sus continuas acciones corsarias y enfrentamientos con Venecia le distanciaron de la Corte al desobedecer las órdenes del Consejo de Estado, que él consideraba que destruían el prestigio de la Monarquía Hispánica. Osuna era favorecedor de incrementar el poder hispánico en Italia para frenar las ambiciones de Francia, la volubilidad de Saboya y la venalidad de Venecia, mientras que Olivares y el círculo más interno de la corona preferían hacer concesiones ante éstas a fin de centrarse en las guerras religiosas del norte de Europa. Osuna no se dio por vencido y, dado que Venecia había asistido en múltiples ocasiones a los enemigos de España y se arrogaba el control del Adriático, el duque buscó minarles por medio de corsarios uscocos y de la presencia de su propia armada, que desencadenó la destrucción de una gran flota veneciana en la batalla naval de Ragusa. Osuna incluso expresó en ocasiones la conveniencia de atacar y conquistar la Serenísima.

### Caída y muerte
La estrella de Osuna sufrió un golpe decisivo al verse implicado en la famosa Conjuración de Venecia de mayo de 1618, junto con el embajador español en Venecia, marqués de Bedmar y el gobernador del Milanesado, Pedro de Toledo, que aparentemente constituyó un intento fallido de dar un golpe de Estado en la república con apoyo de su flota. Fuera la conspiración real, o quizá un engaño veneciano para desestabilizar el poder hispánico, Osuna perdió gran parte de su influencia local, y su mayor espía local, Francisco de Quevedo, tuvo que escapar de Venecia disfrazado de mendigo. Por si fuera poco, en octubre el duque de Lerma caía en desgracia por una conspiración orquestada por su propio hijo, el duque de Uceda, en connivencia con Baltasar de Zúñiga y su sobrino el Conde-duque de Olivares, provocando un clima de inestabilidad en la corte imperial.
Aprovechando la situación, algunos nobles napolitanos enemigos del duque le acusaron de tirano y de pretender independizarse de España como rey de Nápoles, cosa que nunca pasó por su cabeza, aunque el beneficio acumulado por las acciones de la flota corsaria le diera para ello. Fueron capaces de convencer al futuro San Lorenzo de Brindisi para que defendiera su caso ante Felipe III. El viejo fraile alcanzó al rey en Lisboa en mayo de 1619, cuando su hijo estaba siendo coronado como rey de Portugal, y el rey le escuchó a pesar de los inmensos servicios prestados por Osuna (iba a ser irónicamente el último acto de san Lorenzo, que murió de agotamiento en Lisboa, no sin que acusasen a Osuna de haberle hecho envenenar). Al año siguiente, Osuna fue llamado a España para responder a los cargos presentados contra él, y se nombró su sustituto como virrey de Nápoles. Pedro transfirió su flota a España y abandonó el cargo el 28 de marzo de 1620.
El proceso se demoró un año entero de conversaciones con el Consejo Real, y mientras esperaba a ser recibido por Felipe III, el rey murió, y Osuna fue entonces detenido y encarcelado por Uceda, Zúñiga y Olivares. Aunque su hijo seguía casado con la hija de Uceda, no hallaría apoyo alguno en el nuevo valido, ya que el nuevo régimen se había propuesto purgar a los miembros destacados de la administración de Lerma por cualquier medio necesario. Osuna nunca declaró ante la justicia y pasó sus últimos tres años de vida en la cárcel, irónicamente oyendo cómo Uceda era a su vez traicionado y desterrado por Olivares y Zúñiga al año próximo.

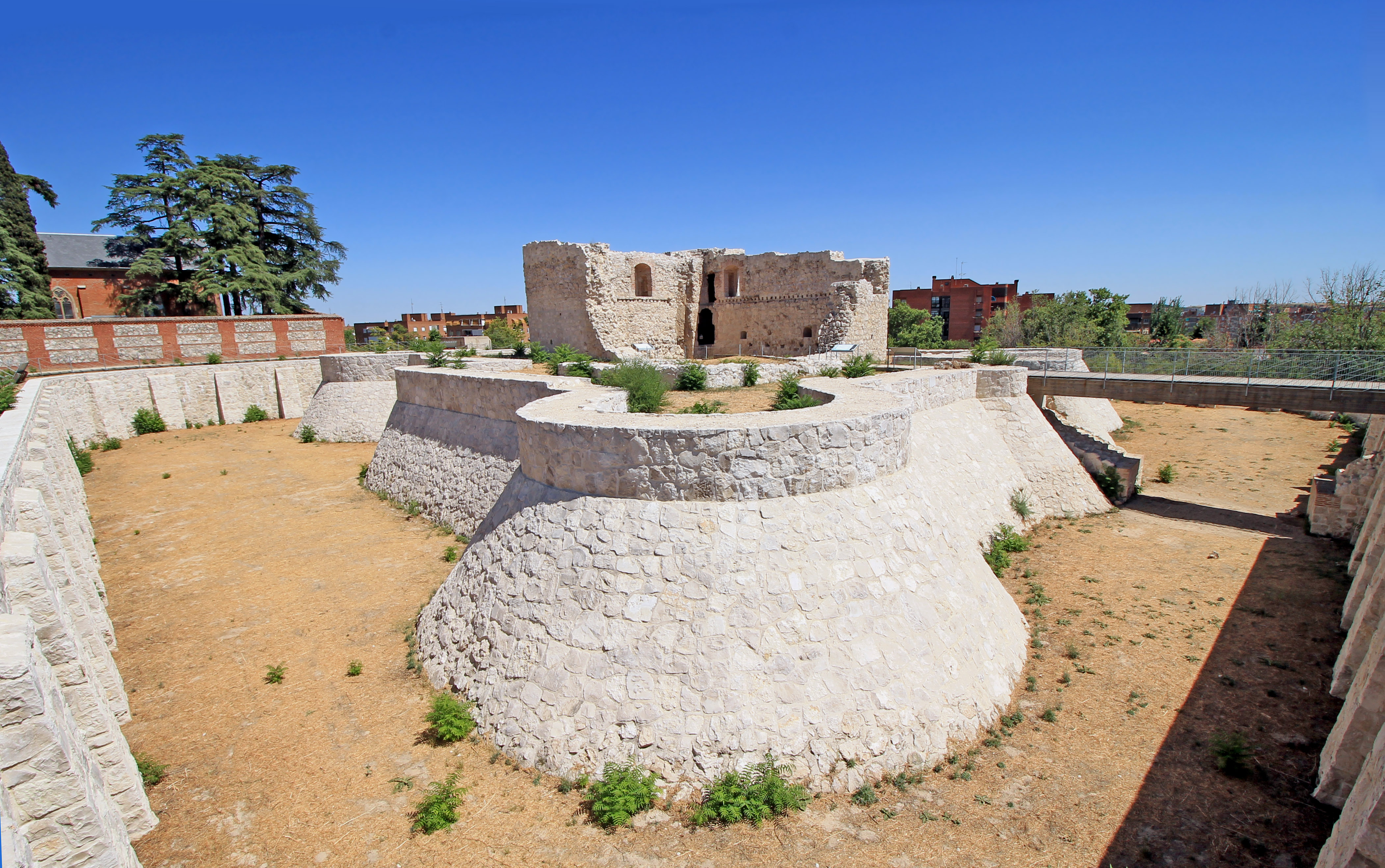
Castillo de los Zapata en Barajas (actualmente un distrito de Madrid), donde estuvo preso (1622-1624) y murió el duque de Osuna.

Enfermo de achaques y tristeza, para aplauso y regocijo de los enemigos de España, falleció en una mazmorra del Castillo de La Alameda como un vulgar delincuente el 24 de septiembre de 1624, siendo sus últimas palabras: «Si cual serví a mi rey sirviera a Dios, fuera buen cristiano». No obstante, antes de morir tuvo la satisfacción de saber que ya la opinión general del reino seguía de su parte, reconociendo sus relevantes servicios prestados a su rey y a España. Fue enterrado en el convento de religiosos observantes de San Francisco de su villa de Osuna.
La flota que el duque creara a sus expensas y que tantos éxitos dio a España, conducida por valerosos jefes, llegó a sumar veinte galeones, veintidós galeras y treinta embarcaciones de menor porte. Pero a su salida del virreinato, la flota fue decayendo en buques y hombres por la falta de un jefe ecuánime y ejemplar y por la falta de dinero para su mantenimiento, lo que hizo desaparecer por completo su obra. Álvaro de Bazán y Benavides, veterano de las correrías del propio Osuna, se convertiría en el principal activo hispánico contra las flotas musulmanas hasta su propia muerte en 1646.
Con la caída de Osuna se perdió la oportunidad de haber creado de manera institucional una «segunda flota» fomentando la implicación de los nobles en el mantenimiento de flotas corsarias bien entrenadas que, como demostró la iniciativa del duque, podrían haber colaborado eficazmente en fortalecer la posición española en los distintos teatros de operaciones, socavando la posición de los enemigos de España sin generar costes a las arcas reales.

## Semblanza del Gran Duque de Osuna
Uno de los más destacados personajes del siglo XVII,fue conocido como "El Gran Duque de Osuna", "Osuna el Grande" o "Pedro el Grande" para sus contemporáneos. En El Quijote se le describiría como un «señor muy pequeño que era muy grande», por su baja estatura, gran presencia e inmensas cualidades. Esbelto y elegante, tenía las piernas arqueadas de jinete, barba gris, rostro lleno de arrugas, la piel morena por el sol de las batallas, los ojos grises acerados y la voz quebrada. Era de ánimo esforzado, hábil diplomático, caballero, y generoso sin igual; amable y afectuoso, pasaba de la dulzura melancólica a la cólera leonina. Amante del pueblo, odiaba por instinto a la nobleza advenediza y tumultuaria, tanto como despreciaba la hipocresía y la falsedad.
Sabemos por Gregorio Leti de su afición a la lectura, a la que dedicaba al menos una hora al día, sintiendo predilección por Cardano, Tácito y Maquiavelo. Antonio Bohorques Villalón dedica al Duque hacia 1633 un largo capítulo de su obra en el que afirma que «fue pequeño de cuerpo, de color blanco y pelo negro, y andando hombreaba con donaire, y tan valeroso contra sus pasiones en su muerte como contra los enemigos de la fe en vida.
Osuna fue retratado por Lope de Vega en la obra Amor con vista y por Luis Vélez de Guevara en El asombro de Turquía y el valiente toledano. Siglos después, Benito Pérez Galdós le discutiría en La desheredada. En la modernidad, Francisco Javier Sánchez Rodríguez le dedicó su novela de 2022 Osuna bajo el pseudónimo de Jaufré Rudel.

## Matrimonio e hijos
Pedro Téllez-Girón se casó con Catalina Enríquez de Ribera y Cortés Zúñiga, hija de los duques de Alcalá, una de las más grandes y ricas casas nobiliarias de Andalucía y además nieta de Hernán Cortés, el conquistador de México, con quien tuvo dos hijos:
- Juan (1598-1656), VIII conde de Ureña y IV duque de Osuna.
- Antonia (1610-1648), casada con el IX conde de Lemos.

Pedro además tuvo varios hijos ilegítimos de sus relaciones extramatrimoniales, de los que destacan los tenidos con su amante flamenca Elena de la Gambe:
- Pedro, que sirvió durante años en el ejército español en Flandes y al que el duque siempre tuvo un especial cariño.
- Ana María, casada con un caballero llamado Alfonso de Revenga, alférez mayor de Aranda de Duero, y que en 1642 pidió permiso para vivir como seglar en el convento de monjas de Calatrava, en Madrid.

Otros hijos ilegítimos fueron:
- Rodrigo, hijo de una siciliana, en 1626 ingresó como colegial en la Universidad de Osuna y que en 1632 fue desterrado a Orán por ciertos sucesos ocurridos en Osuna. Su hermanastro, el duque Juan, fue obligado por Felipe IV a pagarle una pensión.
- "Pietrina", hija nacida en Nápoles de un escarceo con la marquesa de Campo Lataro.

## Patrocinio artístico y literario
Cuando Pedro Téllez-Girón llegó a Sicilia encargó a su capellán Jayme Saporiti una obra sobre las hazañas de sus antepasados y las suyas propias, sirviéndose de tales ejemplos para motivar a la virtud. Se dirige a su hijo y heredero del duque, el marqués de Peñafiel, que contaría unos catorce años, con fines pedagógicos. De él se esperaban grandes hechos y apartarle de la turbulenta juventud de su padre:

Espero que Vuestra Excelencia leyendo la sombra de las heroycas hazañas, antigua nobleza y famosísimo govierno del Ilustrísimo y Excelentisimo Señor su padre, se inflamará como Aguila a imitarle, y hazer cosas muy grandes, y señaladas en servicio de Su Magestad, sobrepujando las valentías de Alexandro, César, Cipión, Theseo, Themístocles, y del Gran Sultán Solimán

Quevedo escribió también una biografía inédita de Osuna, los Dichos y hechos del duque de Osuna en Flandes, España, Nápoles y Sicilia. Según el quevedista norteamericano James O. Crosby y Pablo Jauralde Pou, catedrático de Literatura Española en la UAM, el manuscrito se conserva hoy en una colección de complicado acceso, la de José María Iduarre, marqués de Valdeterrazo.